# Haškovcova Lhota
Haškovcova Lhota (německy Haschkowetz Lhota) je obec v okrese Tábor v Jihočeském kraji. Žije zde 74 obyvatel.

## Název
Jméno Haškovcova pochází od prastarého rodu Haškovců, kteří zde sídlili.

## Historie
Byl zde původně vystavěn panský dvůr a vedle dvora byli usazení deputátní dělníci, kterým byly darovány panské pozemky a na určitou dobu lhůtu osvobozené od všech poplatků.
Roku 1477 Burian z Lažan dostal svůj dědický, bratrský a otcovský díl, od svých bratrů Václava a Voldřicha. Burian z Lažan dostal pustou tvrz v Podolí, dvůr poplužní, zpustlou ves Lhotu a dvory v Borovanech a Ratajích. Jeho rod zde nejspíš vládl až do roku 1569. Historické prameny uvádí, že v tomto roce se stala obec Lhota novým majetkem Petra Voka z Rožmberka a náležela k jeho panství.

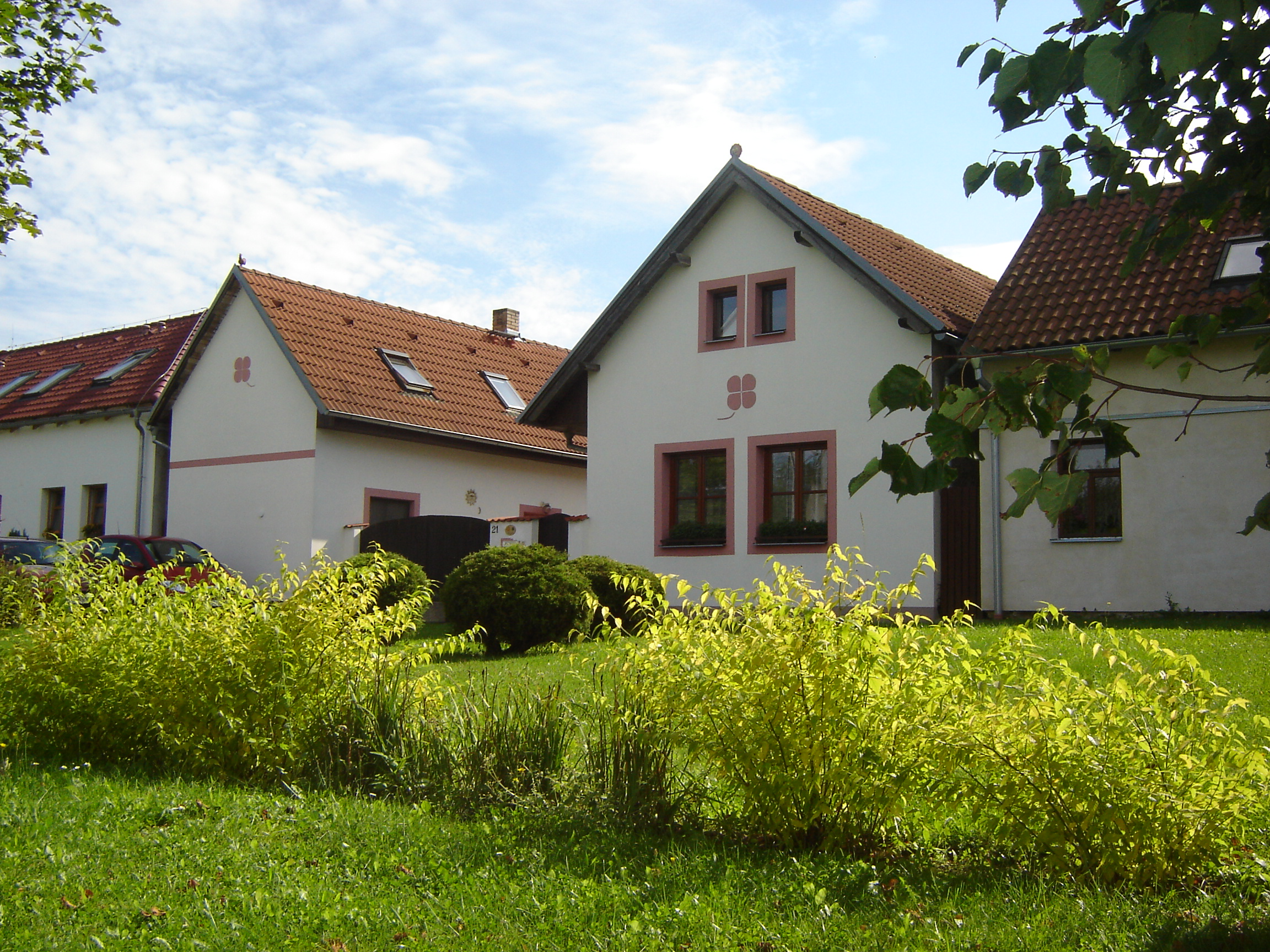
Stavení v obci

První písemná zmínka o obci pochází z roku 1511. V roce 1598  dostala obec oficiální název Haškovcova Lhota. Přes Lhotu vedla zemská obchodní stezka z Mirotic přes Orlík, Milevsko, Sepekov, Hánov, Srlín, Rataje, Lhotu, Bechyni do Soběslavi.
V roce 1651 se ve Lhotě jmenují Jan Haškovec, Tomáš Haškovec, grunty Novákovský, Frankeho, Martina Kocourka, Matěj Chmel, chalupa Kocourkovská, Na Vejvodově, Martina Nováčka a mlýn Jiřího Viktory. V roce 1678 v obci bylo 6 gruntů a 4 chalupy a v roce 1785 byly domy očíslovány.
Děti docházely od roku 1902 do školy v Ratajích. Roku 1927 se začalo se stavbou školy, do té doby děti chodily do školy v Ratajích. Za 5 let byla škola dostavěna. Spolek dobrovolných hasičů byl založen roku 1903.

## Přírodní poměry
Obec leží pět kilometrů severně od Bechyně, jeden kilometr od komunikace II/122 z Bechyně do Opařan. Okolo obce jsou pole a louky, které postupně přecházejí do rozsáhlých lesů. Jsou tu dvě vodní plochy, první vodní plocha je opravená požární nádrž na návsi a druhá vodní plocha je rybník, který se nachází na severní straně obce zvaný V jezerách. Nedaleko obce teče řeka Smutná směrem k Bechyni, kde ústí do řeky Lužnice.

## Obyvatelstvo
| Rok            | 1869 | 1880 | 1890 | 1900 | 1910 | 1921 | 1930 | 1950 | 1961 | 1970 | 1980 | 1991 | 2001 | 2011 | 2021 |
| -------------- | ---- | ---- | ---- | ---- | ---- | ---- | ---- | ---- | ---- | ---- | ---- | ---- | ---- | ---- | ---- |
| Počet obyvatel | 190  | 199  | 193  | 201  | 188  | 209  | 207  | 147  | 142  | 101  | 74   | 88   | 83   | 60   | 65   |
| Počet domů     | 31   | 35   | 36   | 37   | 39   | 39   | 39   | 38   | 34   | 31   | 26   | 39   | 41   | 41   | 42   |

## Obecní správa
Při sčítání lidu v letech 1850–1964 byla Haškovcova Lhota obcí v okrese Milevsko (1850–1930), posléze v okrese Týn nad Vltavou (1950) a později v okrese Tábor. Od 14. června 1964 do 23. listopadu 1990 patřila jako část obce k Ratajím a od 24. listopadu 1990 je opět samostatnou obcí.

## Vybavenost
Škola v dnešní době již neslouží k účelům, k jakým byla postavena, ale je využívána jako rodinný dům. V obci je knihovna, která byla založena roku 1924 a má cca 100 svazků. Tato knihovna je provozována do dnešní doby a je součástí Městské knihovny v Táboře. V obci je zaveden elektrický proud, je tu veřejný vodovod, veřejná kanalizační síť, komunikace jsou ve velmi dobrém stavu. V dolní části návsi je kaplička. Na horní části návsi je malé dětské hřiště a celá náves je upravená. Okolo cesty, původní zemské stezky, směrem k rybníku V jezerách, je nově vysázená alej. Na polích hospodaří soukromý zemědělec. V obci je menší pila s dřevovýrobou palet. V obci je ubytování. 

## Doprava
Ve směru od severu k jihu vede jeden kilometr východním směrem od obce Haškovcova Lhota silnice číslo II/122, která spojuje obec Opařany s obcí Bechyně. Autobusová zastávka je na této komunikaci. Cestovat je odtud možné do Bechyně, Opařan nebo Milevska. Železnice tudy není vedena. Nejbližší železniční stanice je v Bechyni, kde končí jednokolejná elektrifikovaná trať číslo 202 trasa Bechyně - Tábor.

## Pamětihodnosti
Kaple vystavená v roce 1856 se zvonem je součástí návsi v těsné blízkosti budovy obecního úřadu č.p. 5. Zvon v kapli je zcela funkční a každou neděli ve 12:00 hodin se rozezvoní. Zděné kapličky u ohradní zdi č.p. 12 na západní části návsi a zděná kaplička v ohradní zdi u č.p. 15 na severní straně návsi. Boží muka se nacházejí jižně od Haškovcovy Lhoty a pochází asi z 1. poloviny 19. století.

## Turismus
Haškovcovou Lhotou nevede cyklistická či značená turistická trasa KČT. Obcí prochází Archeologická naučná stezka, 15 km dlouhá trasa od Hrašeho rodného domu v Ratajích, přes Valy ratajské, tedy pozůstatek středověkého tvrziště, zbylé mohyly a okolo místa zvané Homoli nedaleko Haškovcovy Lhoty a zpátky do Ratají. Panely zachycují současné pojetí archeologie, archeologické způsoby a metody výzkumu i zpracování výsledků. Na panelech je možno vidět kresby Jana Karla Hraše, fotografie nálezů a mapku s rozmístěním jednotlivých zastavení.

## Galerie

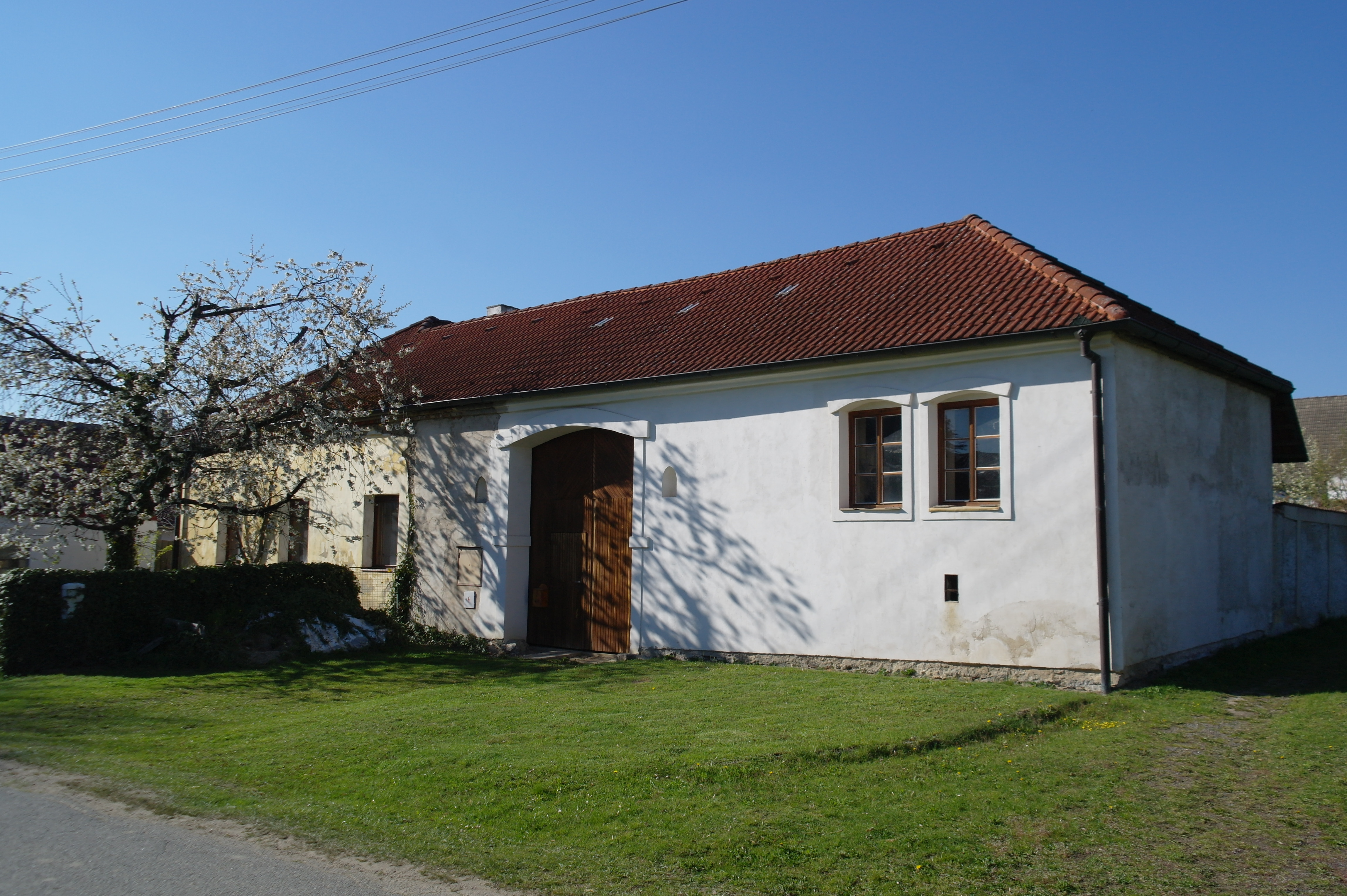
Stavení
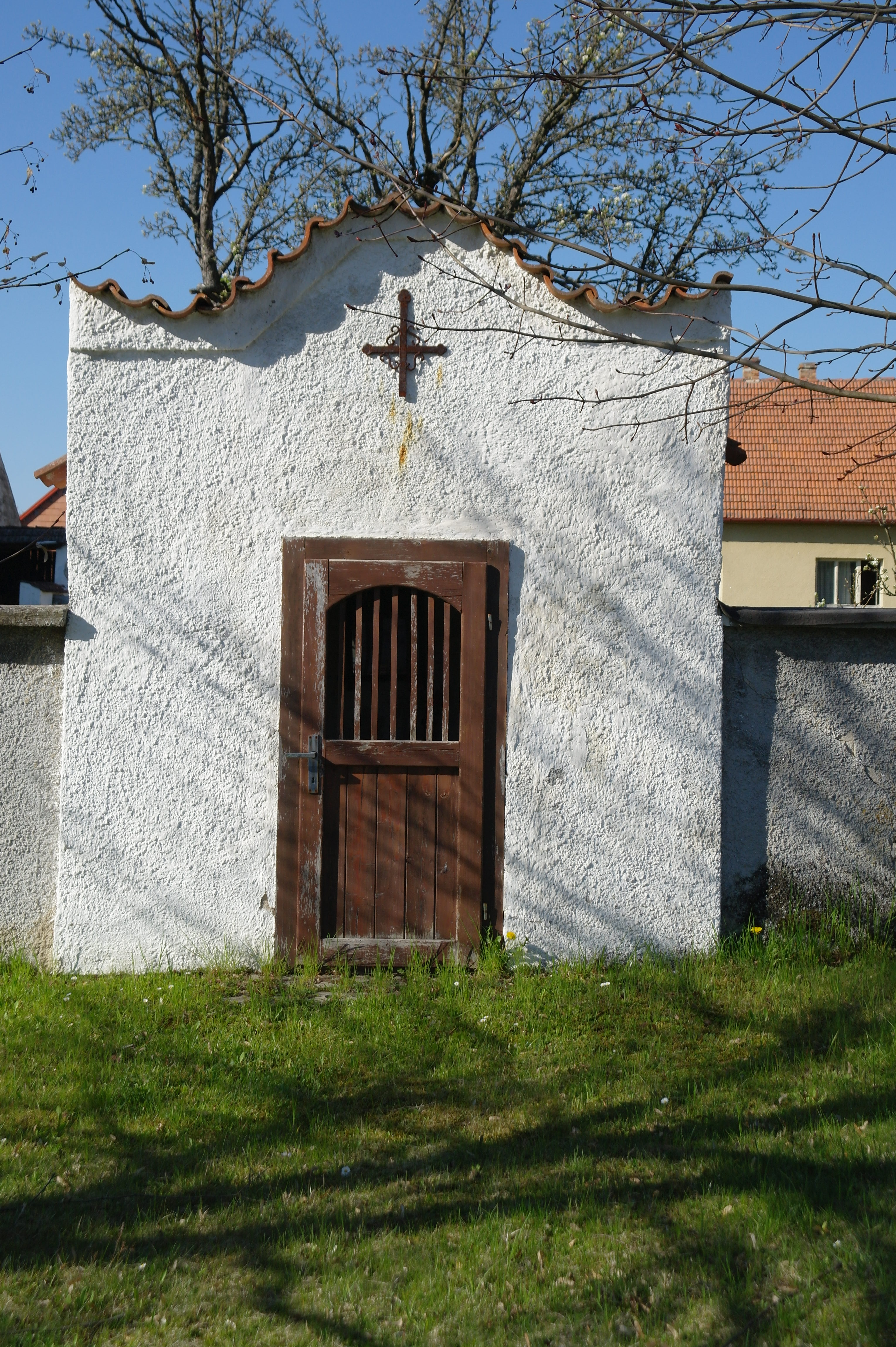
Kaplička
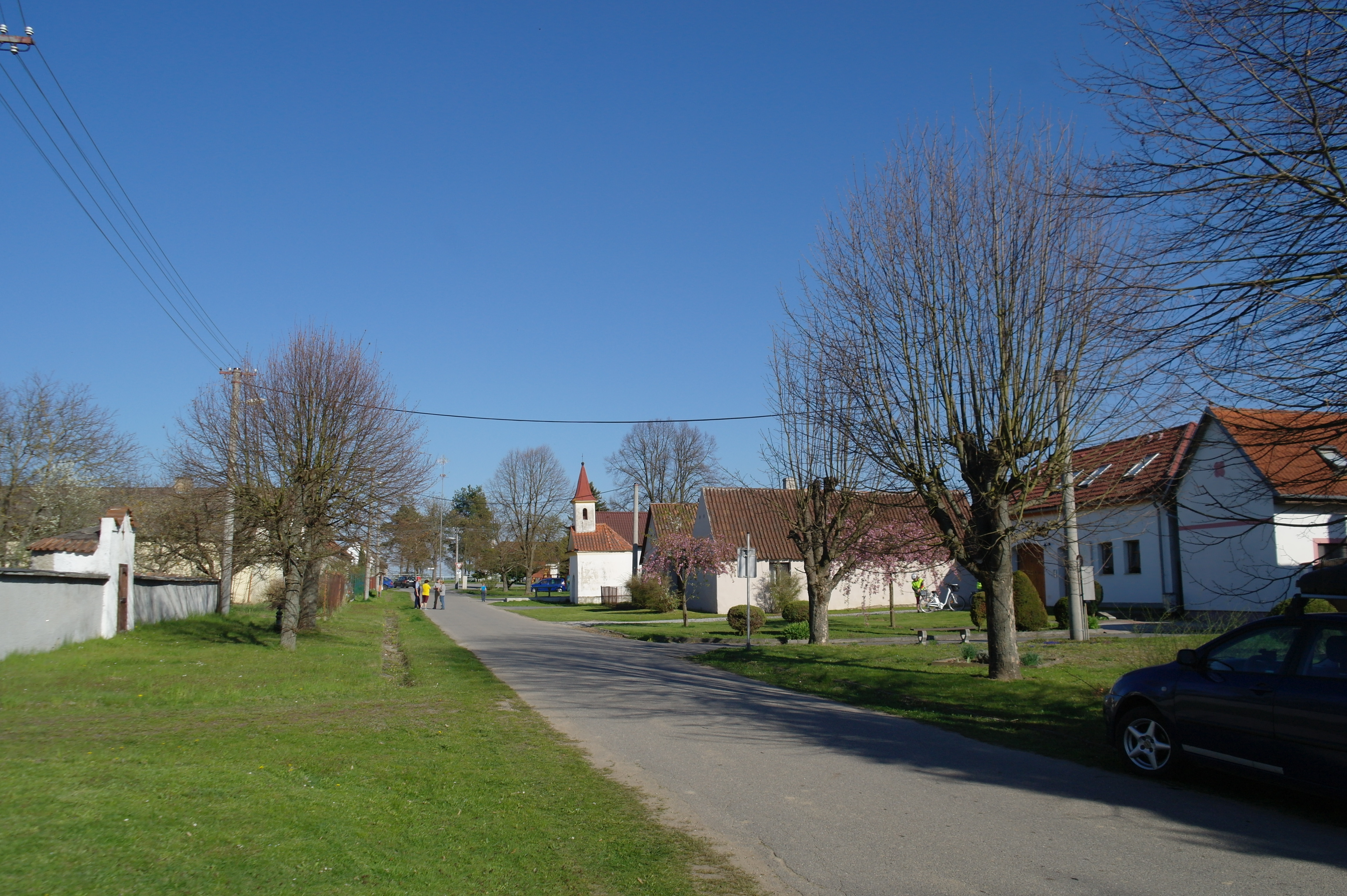
Pohled do vsi